# Chilindrina (pan)

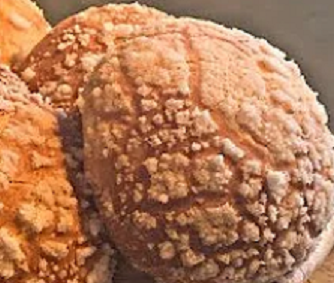
Chilindrina

La chilindrina es una variedad de pan de dulce de México. Este pan está hecho de harina de trigo, levadura, huevos de gallina, canela y azúcar moreno.
La elaboración de este pan es comparable a muchas otras variedades de pan dulce. La característica principal que la distingue es el decorado de bolitas de azúcar morena, canela y azúcar cristal endurecido en el horno, lo que da la apariencia de pecas a su superficie. Por esta razón, se ha convertido en un apodo común en este país para las niñas con pecas en la cara (como el personaje de mismo nombre de la serie televisiva El Chavo del Ocho). Al pan mismo, habitualmente, se le da una forma semiesférica. Un procedimiento similar es utilizado para las conchas, pero estas están decoradas con costras rectangulares hechas con otro tipo de masa de pan.